# پائولی گوالتیری
پیتر پل "پائولی والناتس" گوآلتیِری یک شخصیت خیالی در سریال سوپرانوها محصول اچ‌بی‌او است که تونی سیریکو آن را بازی کرده. او از گانگسترهای اصلی و دست راست تونی سوپرانو، شخصیت محوری سریال محسوب می‌شود. 
سیریکو ابتدا برای نقش عمو جونیور تست داد، اما این نقش به دامینیک چیانزه رسید. دیوید چیس (خالق سریال) در عوض نقش پائولی گوآلتیِری را به او پیشنهاد کرد. سیریکو این نقش را پذیرفت به شرطی که شخصیتش "هرگز خبرچین نشود".
پائولی در ابتدای سریال یک سرباز ساده بود، اما بعدها به درجه کاپویی در خانواده جنایی دیمیو ارتقا یافت. او شخصیتی خشن، تکانشی، باهوش، کنایه‌آمیز و پارانوئید دارد. با وجود روحیه شوخ طبعی و جوک‌گویی سریع، او یکی از بی‌رحم‌ترین اعضای خانواده است.   بیلی مگنوسن نقش جوان پائولی گوآلتیِری را در فیلم پیش‌درآمد "قدیسین بسیاری از نیوآرک" (۲۰۲۱) بازی کرده است. پائولی والناتس یکی از برجسته‌ترین و محبوب‌ترین شخصیت‌های سریال سوپرانوها نزد مخاطبان است. اجرای تونی سیریکو با تحسین منتقدان و بینندگان مواجه شد. 

## پیشینه
بر اساس کتاب *The Sopranos: A Family History*، پیتر پاول "پائولی" گوآلتیِری که پسر جنارو گوآلتیِری بود (هرچند بعداً مشخص شد پدر بیولوژیکی او یک سرباز جنگ جهانی دوم به نام "راس" بوده)، از ۹ سالگی در محله رزویل نیوآرک به عنوان یک بچه خیابانی مشکل‌دار شناخته می‌شد. او پس از پایان کلاس نهم ترک تحصیل کرد و در دوران نوجوانی بارها به کانون‌های اصلاح و تربیت نوجوانان فرستاده شد.
در ۱۷ سالگی به طور رسمی به عنوان عضوی از تیم محافظان و اعضای اجرایی گروه جانی سوپرانو (پدر تونی سوپرانو) فعالیت خود را آغاز کرد. او در بزرگسالی به وست اورنج در نیوجرسی نقل مکان کرد. این پیشینه خشن و پرحادثه، پایه‌ای محکم برای تبدیل شدن او به یکی از ترسناک‌ترین و در عین حال دوست‌داشتنی‌ترین شخصیت‌های سریال سوپرانوها شد.
پائولی گوآلتیِری در خانوادهای با پیشینه مافیایی متولد شد. پدر رسمی او یک کاپو در خانواده جنایی دیمیو بود، اما بعدها فاش شد که مادرش در واقع عمه بیولوژیکی او بوده است. مادر/عمه پائولی در دوران کودکی و جوانی او در فروشگاه زنجیره‌ای کرسج کار می‌کرد و بعدها بازنشسته شد.
ریشه‌های خانوادگی پائولی به ایتالیا بازمی‌گردد:
- پدربزرگ او در سال ۱۹۱۰ از آریانو، شهری در استان آولینو در منطقه کامپانیای ایتالیا به آمریکا مهاجرت کرد
- جالب توجه اینکه پدربزرگ پائولی و پدربزرگ و مادربزرگ پدری تونی سوپرانو همگی از یک استان در ایتالیا بودند
- این اشتراک جغرافیایی ممکن است بخشی از دلایل پیوند عمیق بین پائولی و تونی باشد
این پیشینه خانوادگی پیچیده:
- توجیهی برای پارانویا و عدم اعتماد عمیق پائولی به دیگران است
- ریشه‌های ایتالیایی مشترکش با تونی، بخشی از دلایل وفاداری وسواس‌گونه او به خانواده سوپرانو را توضیح می‌دهد
- سابقه کار مادرش در فروشگاه، شاید انگیزه‌ای برای علاقه پائولی به تجارت‌های قانونی پوششی بوده است

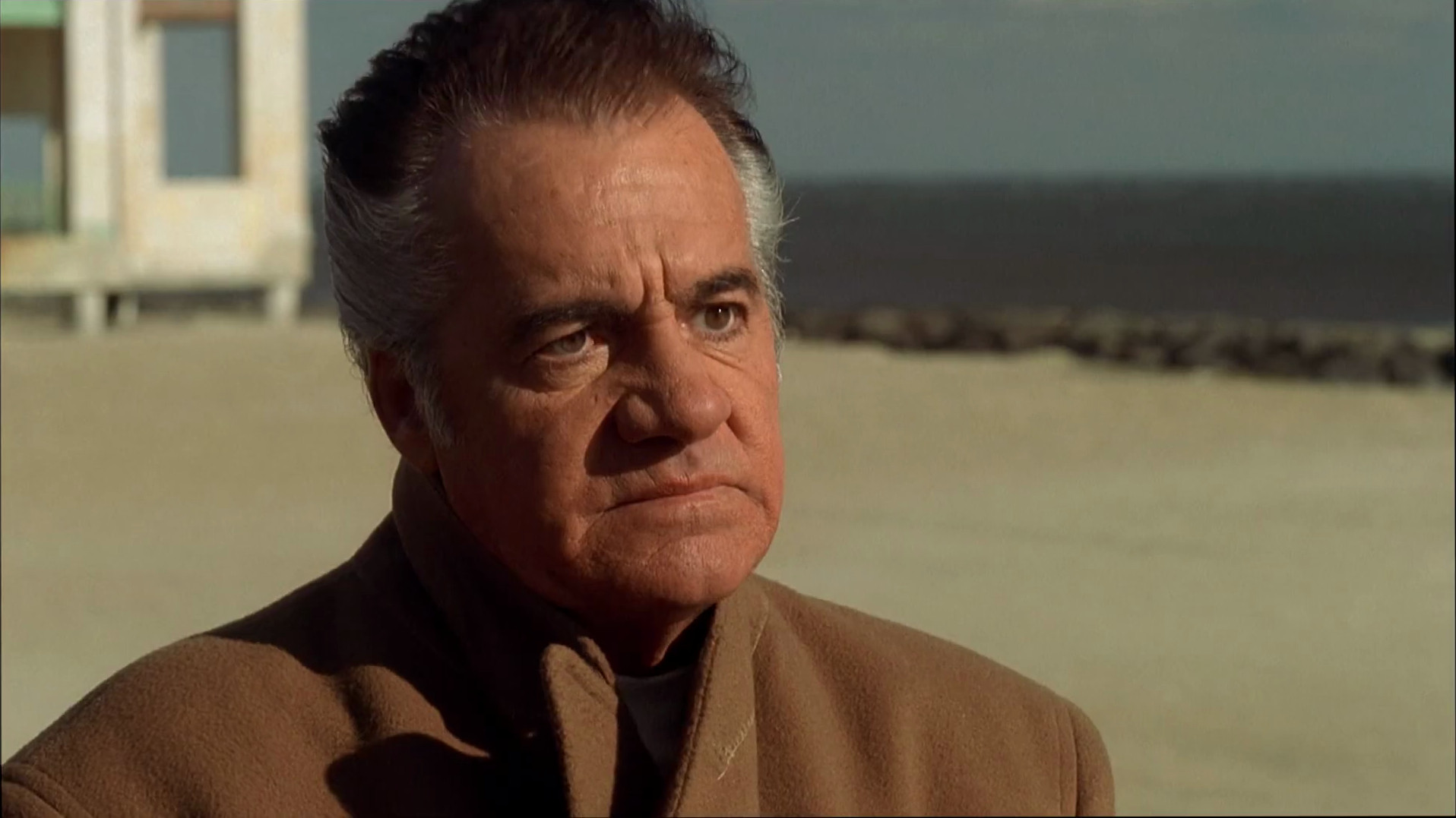
پالی در فصل سوم

## قربانیان قتل
در ادامه فهرستی از قتل‌هایی که توسط پالی انجام شده یا در سریال به آنها اشاره شده است، آمده است. او در حال کشتن نه نفر به تصویر کشیده شده است که بیشترین تعداد قتل در بین تمام شخصیت‌های سریال است.
| قربانی                        |             | |                                        |
| قربانی                        | سال         | دلیل | قسمت                                   |
| ----------------------------- | ----------- | --- | -------------------------------------- |
| چارلز «سانی» پاگانو           | قبل از ۱۹۷۰ | پالی با قتل پاگانو «استخوان‌هایش را ساخت» (اولین قتل قراردادی/دستوری خود را انجام داد). این قتل هرگز به تصویر کشیده نمی‌شود، فقط به این اشاره می‌شود که بیش از ۳۰ سال پیش اتفاق افتاده است.                                                | «از کجا تا ابدیت»*                     |
| گالگوس                        | ۱۹۹۹        | به دلیل اداره یک تجارت مواد مخدر در قلمرو خانواده دی‌مئو، توسط پالی از ناحیه پیشانی مورد اصابت گلوله قرار گرفت. | « یک موفقیت، موفقیت است »              |
| مایکل «مایکی گرب بگ» پالمیس   | ۱۹۹۹        | به دلیل توطئه با جونیور برای کشتن تونی و قتل برندن فیلونه، توسط پالی و کریس در جنگل اعدام شد. | «من رویای جینی کوسامانو را در سر دارم» |
| سالواتوره "بیگ کوس" بونپنسیرو | ۲۰۰۰        | در قایق تونی توسط پائولی، سیلویو و تونی به جرم خبرچینی برای اف‌بی‌آی کشته شد. | " خانه‌ی سرگرمی "                       |
| والری (ممکن)                  | ۲۰۰۱        | احتمالاً به دلیل حمله به پالی و کریس کشته شده است. ظاهراً در پاین بارنز نیوجرسی مورد اصابت گلوله قرار گرفته است، سرنوشت او آنطور که در سریال به تصویر کشیده شده، نامعلوم است، اگرچه دیوید چیس اظهار داشته است که او در واقع کشته نشده است | « بارنز کاج »                          |
| مین مترونه                    | ۲۰۰۳        | بعد از اینکه او را در حال جستجوی پول نقد در اتاق خوابش دید، با بالش در آپارتمانش خفه شد. | « الوئیز »                             |
| رائول پیشخدمت                 | ۲۰۰۴        | پس از یک مشاجره کوتاه با آنها، پس از اصابت آجری که کریس به سرش پرتاب کرد، توسط پالی مورد اصابت گلوله قرار گرفت و دچار آسیب شدید جسمی شد.                                                                                                | « دو تونی »                            |
| کلمبیایی شماره ۱              | ۲۰۰۶        | در جریان یک سرقت مسلحانه، پالی و کری دی بارتولو از ناحیه گردن مورد اصابت گلوله قرار گرفتند. | «میهام»                                |
| کلمبیایی شماره ۲              | ۲۰۰۶        | در جریان یک سرقت مسلحانه، کری دی‌بارتولو از ناحیه سینه به او شلیک کرد و سپس پائولی با ضربات چاقو او را زخمی کرد. | «میهام»                                |

## شجره‌نامه
|  |  |      |      |      |      |                  |                  |                  |                  |                  |                  |        |        |        |        |  |  |                   |                   |                   |                   |                   |                   |  |  |                |                |                |                |                |                |  |  |      |      |      |      |      |      |  |  |  |  |  |  |  |  |  |  |  |  |
|  |  |      |      |      |      |                  |                  |                  |                  |                  |                  |        |        |        |        |  |  |                   |                   |                   |                   |                   |                   |  |  |                |                |                |                |                |                |  |  |      |      |      |      |      |      |  |  |  |  |  |  |  |  |  |  |  |  |
|  |  | Russ | Russ | Russ | Russ | Russ             | Russ             |                  |                  | Dottie           | Dottie           | Dottie | Dottie | Dottie | Dottie |  |  | Gennaro Gualtieri | Gennaro Gualtieri | Gennaro Gualtieri | Gennaro Gualtieri | Gennaro Gualtieri | Gennaro Gualtieri |  |  | Marianucci     | Marianucci     | Marianucci     | Marianucci     | Marianucci     | Marianucci     |  |  | Mary | Mary | Mary | Mary | Mary | Mary |  |  |  |  |  |  |  |  |  |  |  |  |
|  |  | Russ | Russ | Russ | Russ | Russ             | Russ             |                  |                  | Dottie           | Dottie           | Dottie | Dottie | Dottie | Dottie |  |  | Gennaro Gualtieri | Gennaro Gualtieri | Gennaro Gualtieri | Gennaro Gualtieri | Gennaro Gualtieri | Gennaro Gualtieri |  |  | Marianucci     | Marianucci     | Marianucci     | Marianucci     | Marianucci     | Marianucci     |  |  | Mary | Mary | Mary | Mary | Mary | Mary |  |  |  |  |  |  |  |  |  |  |  |  |
|  |  |      |      |      |      |                  |                  |                  |                  |                  |                  |        |        |        |        |  |  |                   |                   |                   |                   |                   |                   |  |  |                |                |                |                |                |                |  |  |      |      |      |      |      |      |  |  |  |  |  |  |  |  |  |  |  |  |
|  |  |      |      |      |      |                  |                  |                  |                  |                  |                  |        |        |        |        |  |  |                   |                   |                   |                   |                   |                   |  |  |                |                |                |                |                |                |  |  |      |      |      |      |      |      |  |  |  |  |  |  |  |  |  |  |  |  |
|  |  |      |      |      |      | Paulie Gualtieri | Paulie Gualtieri | Paulie Gualtieri | Paulie Gualtieri | Paulie Gualtieri | Paulie Gualtieri |        |        |        |        |  |  | Gerry Gualtieri   | Gerry Gualtieri   | Gerry Gualtieri   | Gerry Gualtieri   | Gerry Gualtieri   | Gerry Gualtieri   |  |  | Rose Gualtieri | Rose Gualtieri | Rose Gualtieri | Rose Gualtieri | Rose Gualtieri | Rose Gualtieri |  |  |      |      |      |      |      |      |  |  |  |  |  |  |  |  |  |  |  |  |
|  |  |      |      |      |      | Paulie Gualtieri | Paulie Gualtieri | Paulie Gualtieri | Paulie Gualtieri | Paulie Gualtieri | Paulie Gualtieri |        |        |        |        |  |  | Gerry Gualtieri   | Gerry Gualtieri   | Gerry Gualtieri   | Gerry Gualtieri   | Gerry Gualtieri   | Gerry Gualtieri   |  |  | Rose Gualtieri | Rose Gualtieri | Rose Gualtieri | Rose Gualtieri | Rose Gualtieri | Rose Gualtieri |  |  |      |      |      |      |      |      |  |  |  |  |  |  |  |  |  |  |  |  |
|  |  |      |      |      |      |                  |                  |                  |                  |                  |                  |        |        |        |        |  |  |                   |                   |                   |                   |                   |                   |  |  | Paulie Germani |                |                |                |                |                |  |  |      |      |      |      |      |      |  |  |  |  |  |  |  |  |  |  |  |  |

- در قسمت «Commendatori» (فصل ۲، قسمت ۴)، زمانی که پائولی هنوز فکر می‌کند نوچی مادر واقعی‌اش است، به داشتن دو برادر و یک خواهر اشاره می‌کند. در طول سریال فقط نام «جری» (برادر دکترش) و «رُز» (خواهرش) ذکر می‌شود. اما در قسمت پایانی سریال (فصل ۶، قسمت ۲۱)، تونی از خواهرزاده پائولی نام می‌برد که به بیماری ام‌اس مبتلاست. از آنجایی که بعداً مشخص می‌شود پائولی در واقع هیچ خواهر و برادر واقعی ندارد (و نوچی عمه‌اش بوده)، این خواهرزاده در واقع فرزند یکی از همان «خواهر و برادرهای ناتنی/فرضی» (یا احتمالاً فرزند عمه‌اش نوچی) است.   این تناقض ظاهری در روایت احتمالاً به این دلیل است که:    ۱- یا پائولی در طول سریال در مورد خانواده‌اش اغراق می‌کرده (رفتاری که با شخصیت پرافاده او سازگار است)    ۲- یا نویسندگان به عمد این ابهام را ایجاد کردند تا بر پیچیدگی‌های خانوادگی در دنیای مافیا تأکید کنند.    نکته جالب: این تناقض هرگز در سریال توضیح داده نمی‌شود و به عنوان یکی از آن «معمای‌های حل‌نشده سوپرانوها» باقی می‌ماند که بینندگان را به بحث واداشته است.

## حضور در رسانه‌های دیگر
پالی در سال ۲۰۰۹ در یک آگهی تبلیغاتی برای روزنامه آفتونبلادت ظاهر شد و اعلام کرد که این روزنامه هر هفته یک دی‌وی‌دی رایگان از سریال سوپرانوز به فروش می‌رساند. 

## پیوندهای خارجی
- ‏http://www.hbo.com/sopranos/cast/character/paulie_walnuts.shtml‏
- ‏http://www.hbo.com/sopranos/fbifiles/paulie_walnuts.shtml‏